# 特利亞拉塔區
42°06′N 46°20′E / 42.100°N 46.333°E
特利亞拉塔區（俄语：Тляратинский район），是俄羅斯的一個區，位於該國西南部，由達吉斯坦共和國負責管轄，面積1,611.5平方公里，2010年人口22,165，人口密度每平方公里13.75人。